# Prager Jubiläumsausstellung 1891

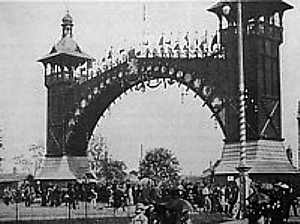
Rudolf Bruner-Dvořák: Foto des großen Tors der Jubiläumsausstellung

Die Prager Landes-Jubiläumsausstellung (tschechisch: Jubilejní zemská výstava), im Jahre 1891 im Stadtteil Bubeneč war eine Leistungsschau der tschechischen Wirtschaftstreibenden der Donaumonarchie, namentlich der Industrie. Die mit großen Ambitionen gestaltete Schau, die unter dem nationaltschechischen Gedanken stand, nahm sich die Wiener Weltausstellung von 1873 als zu übertreffendes Vorbild. Sie stellte die tschechische Industrie und Landwirtschaft, das Handwerk, die Dienstleistungen und Künste sowie Wissenschaft und Technik vor und feierte die nationalen Traditionen.

## Anlass
Die Jubiläumsausstellung von 1891 nahm als Anlass das hundertjährige Jubiläum der ersten Prager Industrieausstellung und zugleich der ersten Industrieausstellung des europäischen Kontinents 1791 und der Krönung Kaiser Leopolds II. zum König von Böhmen – eine Krönung, zu der es bei Franz Joseph I. bekanntlich nie kam. Sie bereicherte Prag um eine Reihe von Bauten, die teilweise bis heute erhalten sind: beispielsweise die Petřín-Standseilbahn (Lanovka na Petřín) auf dem Petřín (Laurenziberg) und den dortigen, dem Pariser Eiffelturm im Maßstab 1:5 nachgebildeten Aussichtsturm Petřín. Die Anregung für die Konstruktion dieses Turms (Petřínská rozhledna) kam vom Klub českých turistů (Klub der tschechischen Touristen). Der Bau des Turmes dauerte damals sechs Monate, nach zwei Jahre dauernden Reparaturarbeiten wurde er 2002 wieder der Öffentlichkeit zugänglich gemacht. Im Park von Letná (Sommerberg) befindet sich seit 1898 als Gartenrestaurant der historistische Hanavský-Pavillon der Jubiläumsausstellung.
Das bedeutendste bauliche Relikt der Jubiläumsausstellung von 1891 ist allerdings der Industriepalast Průmyslový palác, am Výstaviště Praha (Prager Ausstellungsgelände). Das denkmalgeschützte Gebäude in Neobarock mit Anklängen von frühem Jugendstil beeindruckte mit einer 238 m langen Stahlbogenkonstruktion und einem 51 m hohen Turm in der Mitte. Der Prager Architekturhistoriker Zdeněk Lukeš verwies vor allem auf die Bedeutung der Metallgerüstkonstruktion des Architekten Bedřich Münzberger, der unter dem Eindruck der Pariser Weltausstellung von 1889 im letzten Moment den Plan für einen Ziegelbau in eine kombinierte Konstruktion aus Glas und Metall umgewandelt habe. Der gesamte linke Flügel des Industriepalastes fiel im Oktober 2008 einem Großbrand zum Opfer.
Weitere erhaltene Bauten der Prager Jubiläumsausstellung sind unter anderem das nahe dem Aussichtsturm gelegene Pavillon tschechischer Touristen  mit dem Spiegellabyrinth und einem Diorama-Gemälde, das den Kampf gegen die Schweden auf der Karlsbrücke im Dreißigjährigen Krieg darstellt.
Der Prager Fleischerunternehmer Antonín Chmel stellte in einem Zelt eine damals neuartige Räucherkammer vor, in der die später als Špekáček bekannt gewordene Brühwurst vor Ort geräuchert und frisch zum Verkauf mit Kren und Brötchen angeboten wurde.
Die Prager Jubiläumsausstellung, die vom 15. Mai bis zum 18. Oktober 1891 dauerte, war beim tschechischen Publikum ein großer Erfolg, wurde aber wegen ihrer nationaltschechischen Ausrichtung von der deutschböhmischen Industrie weitgehend boykottiert. Der Großgrundbesitzer Karl Fürst Schwarzenberg und die Prager Industriellen Franz von Ringhoffer (Maschinenbau) und Emil von Kubinzky (Textilien) schlossen sich dieser Ablehnungsfront nicht an.

Galerie
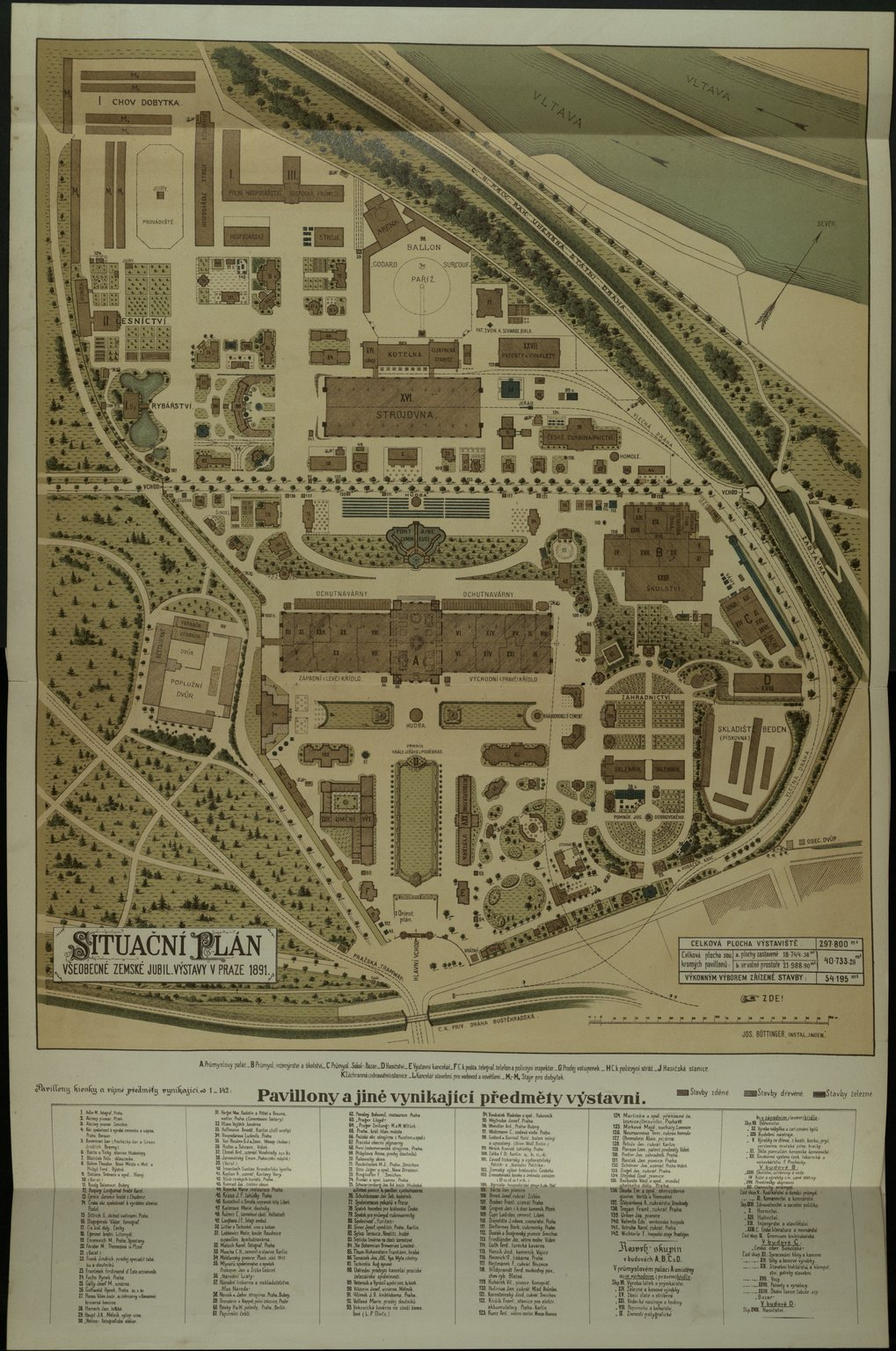
Ausstellungsplan von 1891
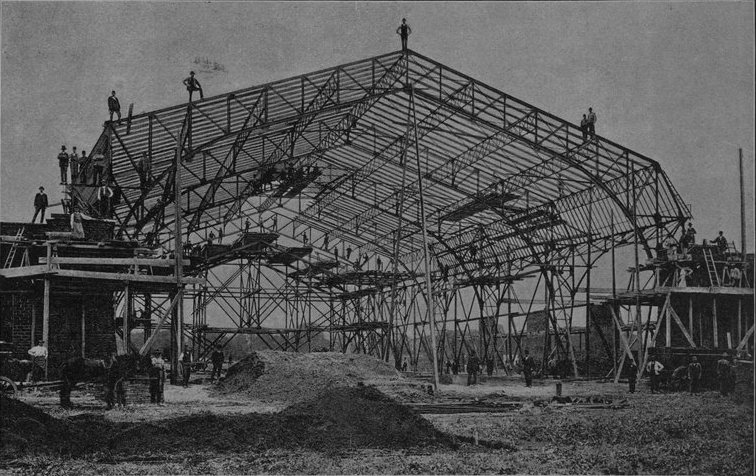
Montage der großen „Strojovna“ (Maschinenhalle) 1890
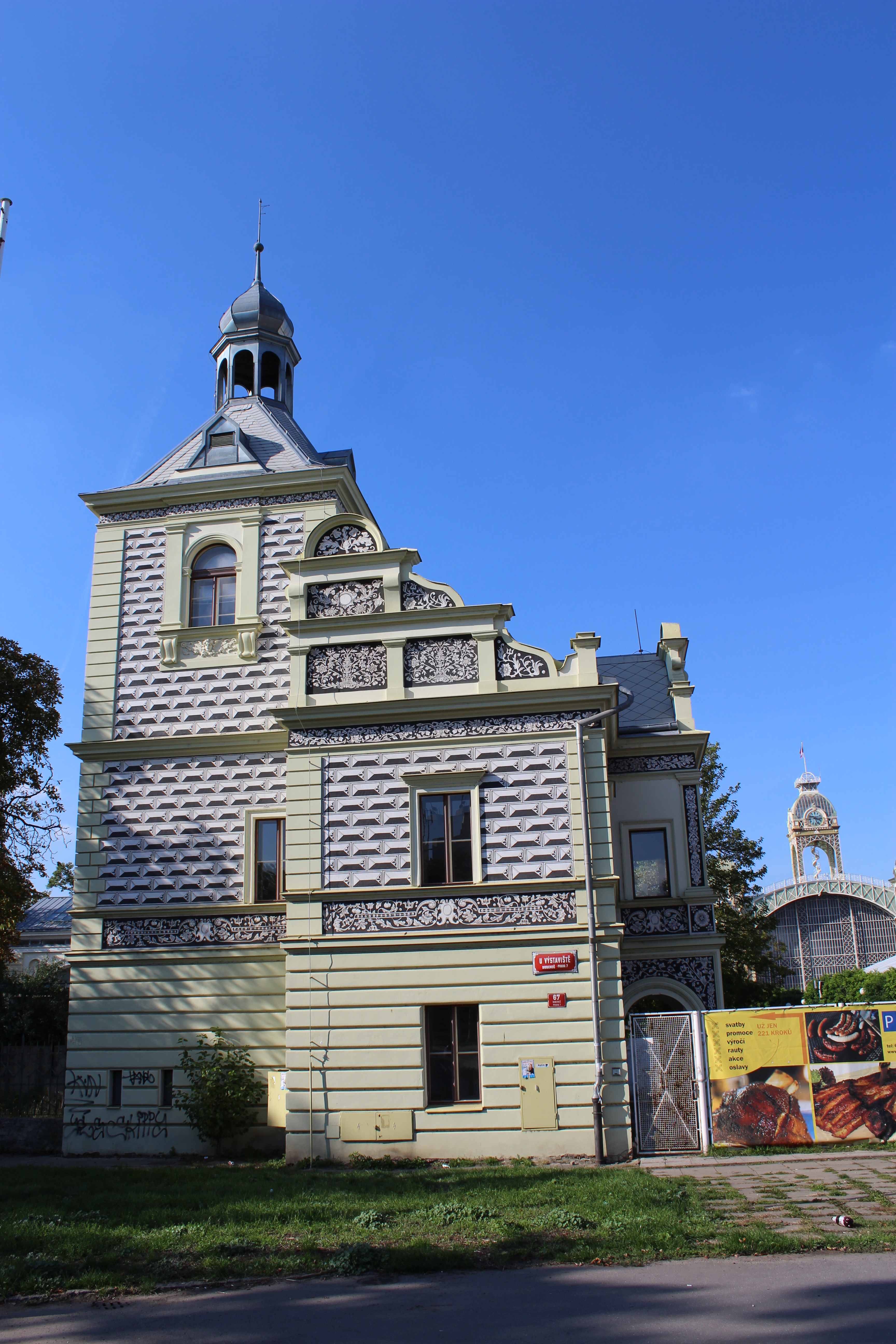
A.Wiehl Verwaltungsgebäude Prager Landes-Jubiläumsausstellung 1891
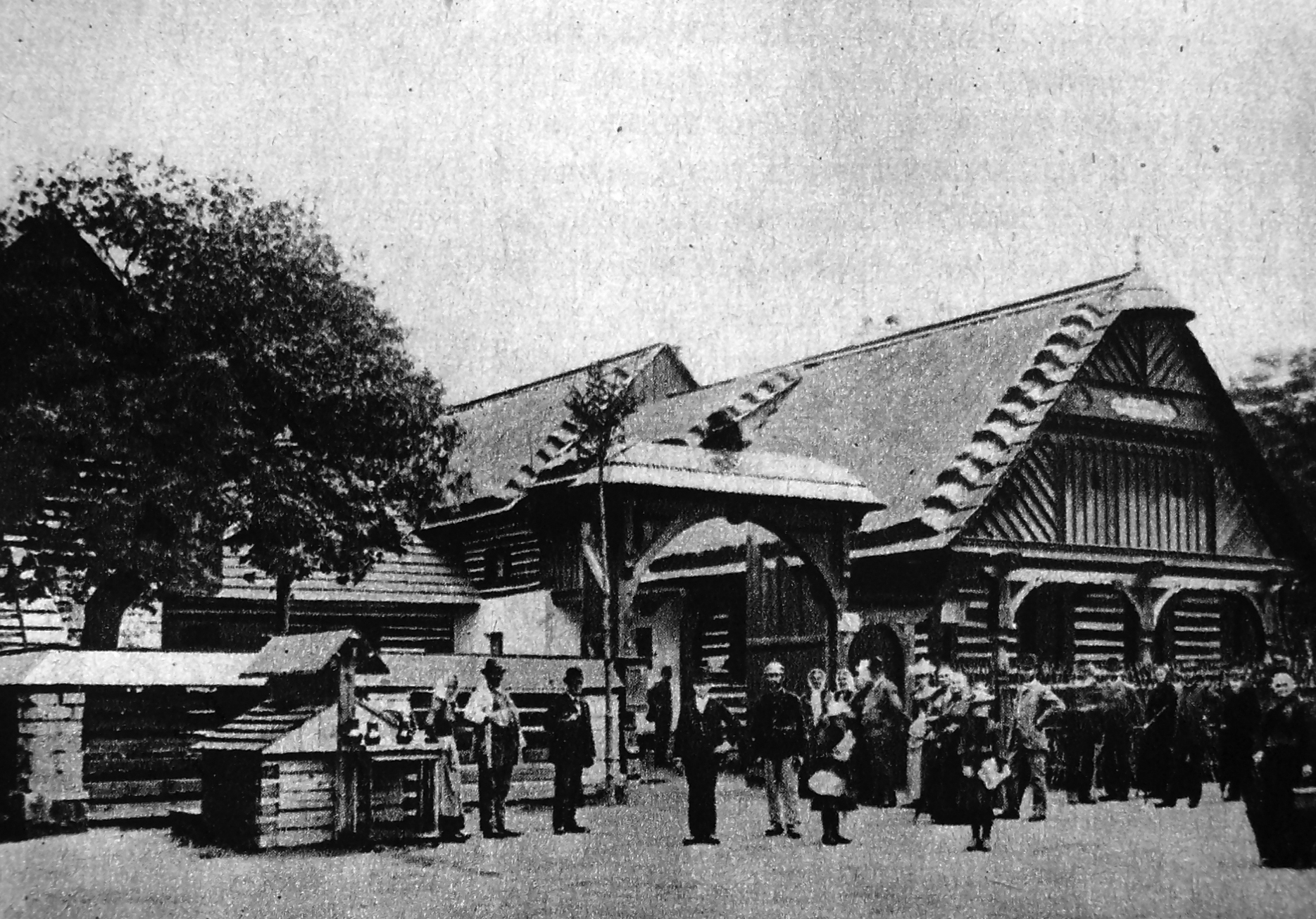
Rudolf Bruner-Dvořák: „Alttschechisches Bauernhaus“
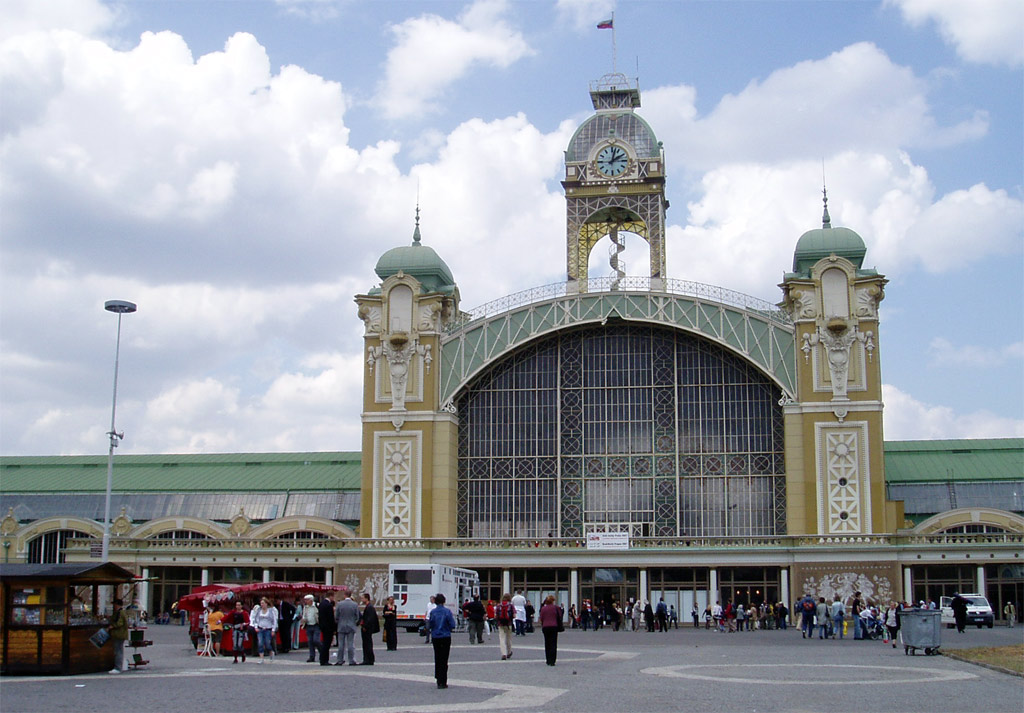
Industriepalast 2007

### Kataloge
- Sto let práce: zpráva o Všeobecné zemské výstavé v Praze 1891, Google Books
- Jubilejní výstava zemská království českého: v Praze 1891, Google Books
- Průvodce po zemské jubilejní výstavě se stručným popisem Prahy a okolí, Digitalisat

### Sekundärliteratur
- Peter Heumos (Hrsg.): Polen und die böhmischen Länder im 19. und 20. Jahrhundert Politik und Gesellschaft im Vergleich. Vorträge der Tagungen des Collegium Carolinum in Bad Wiessee vom 15. bis 17. November 1991. Oldenbourg, München 1997, ISBN 978-3-486-56021-3.
- František Kolář, Milan Hlavačka. Jubilejní výstava 1891. Slovo k historii, Jahrgang 1991/28.